# 연근

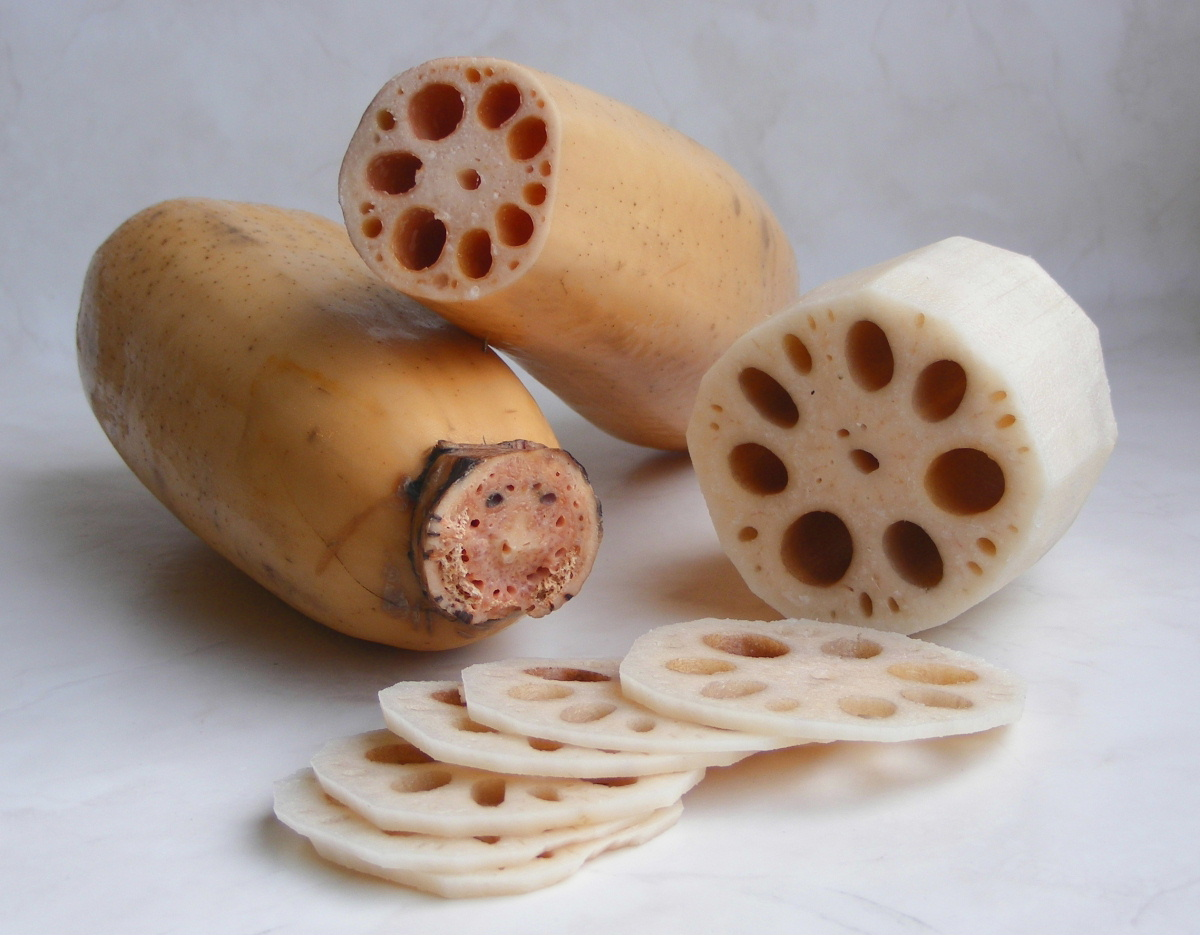
연근

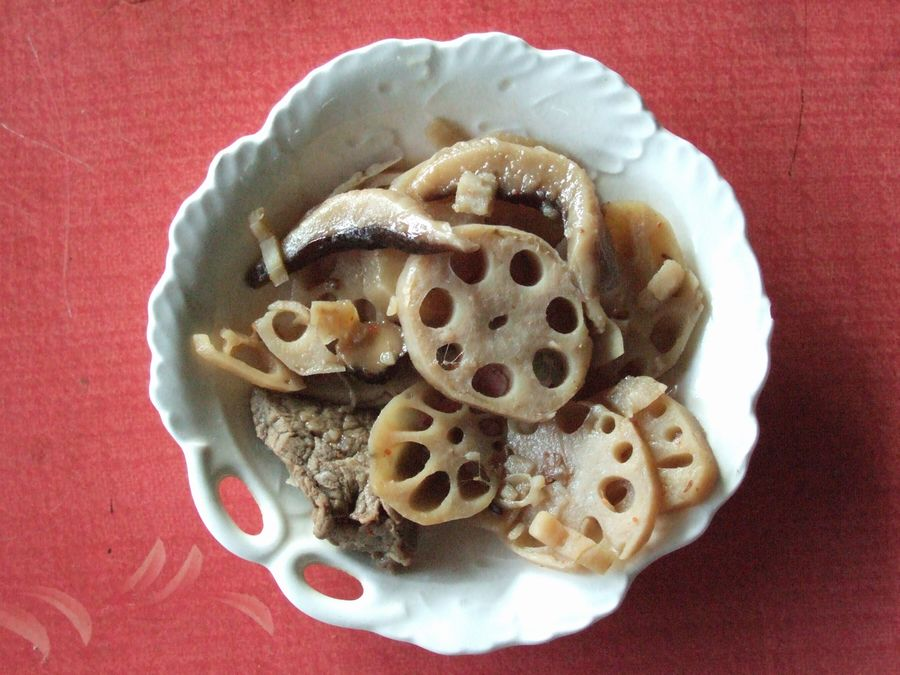
연근

연근(蓮根, 문화어: 련근)은 연꽃의 땅속줄기로, 식용으로 재배된다. 원산지는 인도이다. 주로 소택지 등에서 재배된다. 연은 뿌리, 씨, 잎, 줄기, 꽃술, 꽃봉오리 등 전체를 약용한다.

## 같이 보기
- 연꽃
- 수련
- 연근조림